# Hyrdehøj

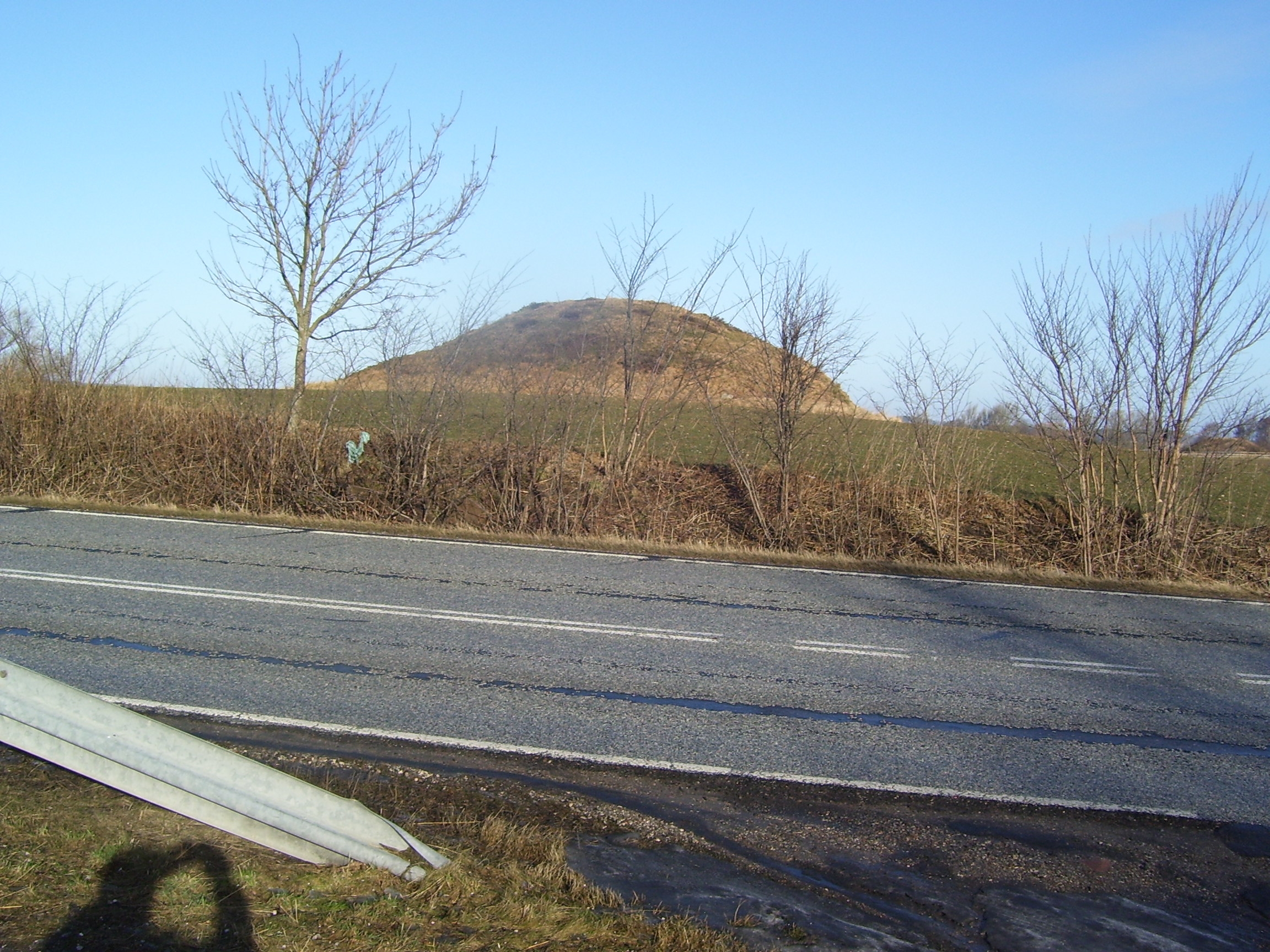

Hyrdehøj is een grafheuvel gelegen tussen Ramløse en Helsinge in het oosten van Denemarken. De heuvel is ca. 6 meter hoog en heeft een diameter van 31 meter.
Hyrdehøj is nooit opgegraven, maar wordt gedateerd tussen 1800 en 500 v.Chr. De heuvel is gebruikt als baken of baune, een plek waar mensen 's nachts vuren ontsteken.
Het gebied rond Ramløse heeft vele sporen van menselijke activiteit, zo vroeg als de bronstijd. Hyrdehøj en Handskehøj zijn indrukwekkend groot, en in de akkers tussen deze hoge heuvels zijn overblijfselen gevonden van de verploegde terpen uit dezelfde tijd. De enkele overgebleven terpen worden nu beschermd.